# NGC 7618
NGC 7618 је елиптична галаксија у сазвежђу Андромеда која се налази на NGC листи објеката дубоког неба.
Деклинација објекта је + 42° 51' 10" а ректасцензија 23h 19m 47,3s. Привидна величина (магнитуда) објекта NGC 7618 износи 13,1 а фотографска магнитуда 14,1. NGC 7618 је још познат и под ознакама UGC 12516, MCG 7-47-13, CGCG 532-14, PGC 71090.